# Pandemia de gripe A (H1N1) de 2009 en Filipinas
La pandemia de gripe A (H1N1), que se inició en 2009, entró en las Filipinas el 21 de mayo del mismo año cuando una joven filipina contrajo el virus A (H1N1) mientras se encontraba de vacaciones en los Estados Unidos. En los siguientes días, se reportaron varios casos autóctonos de una mujer taiwanesa que había asistido a una boda en Zambales. De esta manera, Filipinas se convirtió en el 10º país en reportar casos de gripe A en el continente asiático.
La primera infectada, una niña de 10 años, llegó a las Filipinas el 18 de mayo y fue hospitalizada el día siguiente en el Instituto de Investigación para Medicina Tropical en Muntinlupa City. El 21 de mayo, el secretario del Departamento de Salud (DOH por sus siglas en inglés), Francisco Duque, confirmó el caso. El 22 de mayo se hizo una rueda de prensa en la oficina regional de la Organización Mundial de la Salud en Manila, donde el Secretario Duque anunció el primer caso en el país de gripe A (H1N1).
Desde que inició el brote de la gripe A (H1N1) en América, la presidenta Gloria Macapagal-Arroyo urgió al Departamento de Salud, el Buró de Inmigración, el Buró de Cuarentena, y otras agencias, para monitorear y controlar los arribos de personas a aeropuertos y puertos por posibles brotes de gripe. Cámaras termales fueron instaladas en los aeropuertos internacionales para detectar los síntomas a pasajeros provenientes de países infectados. Filipinas, al igual que otros países de Asia, puso en cuarentena a viajeros norteamericanos con fiebre. También la importación de cerdos de los EE. UU. y México fue restringida. Al 29 de junio de 2009, habían 861 casos confirmados en las Filipinas, y 1 muerte ocurrida el 19 de junio de 2009, la cual fue de una mujer de 49 años, convirtiéndose ésta en la primera muerte causada por la gripe A (H1N1) en Asia.

## Detección y confirmación del primer caso

### Confirmación
El 18 de mayo de 2009, una familia filipina que había regresado de un viaje de Canadá y los Estados Unidos arribaron al país. A pesar de estar infectados, su pequeña hija de 10 años no mostró ningún síntoma por la gripe después de su llegada. Debido a esto, debido a esto sus padres decidieron a visar a las autoridades sanitarias locales al respecto, específicamente a representantes del Departamento de Salud (DOH) (DOH) para que le hicieran los estudios necesarios para confirmar si tenía la gripe.
El jueves, 21 de mayo, las autoridades de salud y el RITM confirmaron que la niña era "portadora" del virus, luego de habérsele practicado un examen con muestras de saliva de su garganta, por lo que se convirtió en la primera persona infectada por la gripe A(H1N1) en Filipinas.
El siguiente día, el Secretario de Salud Duque anunció el primer caso en una conferencia realizada por la Organización Mundial de la Salud (OMS) en Génova. Luego, él insistió en que no había ningún brote de la nueva gripe en Filipinas.

El Departamento de Salud confirma hoy el primer caso de gripe A(H1N1) en Filipinas. Ella es una viajera que regresó de los Estados Unidos, en la cual dio positivo basado en los resultados del Instituto de Investigación para Medicina Tropical.
Secretario de Salud - Francisco Duque

### Dada de alta del hospital
El Director del Centro Nacional Epidemiológico, el Dr. Eric Tayag, dijo que el sistema inmune de la niña respondía positivamente al tratamiento antiviral de oseltamivir (Tamiflu) y otras drogas antivirales. Al 24 de mayo, ella ya no mostraba ningún síntoma de calentura o tos, pero aún tenía la garganta irritada. La niña fue dada de alta el 28 de mayo por el DOH junto con un paciente positivo a la gripe A(H1N1), una mujer de 50 años de edad de Chicago.

## Resumen
Hasta el 7 de mayo de 2010 (fecha de la última actualización), Filipinas registró 5.212 casos y 32 muertes por la gripe A (H1N1).